# Lalonde Gordon
Lalonde Gordon (Lowlands, 25 november 1988) is een atleet uit Trinidad en Tobago die gespecialiseerd is in de 400 m. Hij vertegenwoordigde zijn vaderland tweemaal bij de Olympische Spelen, waarbij hij in totaal twee bronzen medailles veroverde.

## Loopbaan
Bij zijn internationale debuut, op de Centraal-Amerikaanse en Caribische Spelen van 2010 in Mayagüez, veroverde Gordon samen met Zwede Hewitt, Gavyn Nero en Jarrin Solomon de bronzen medaille op de 4 × 400 m estafette. Tijdens de Gemenebestspelen van 2010 in Delhi strandde hij in de halve finales van de 400 m. Een jaar later nam Gordon in Mayagüez deel aan de Centraal-Amerikaanse en Caribische kampioenschappen van 2011. Op dit toernooi haalde hij de finale van de 400 m wel, maar wist hij niet te finishen. Op de 4 × 400 m estafette sleepte hij vervolgens samen met Jarrin Solomon, Deon Lendore en Renny Quow de zilveren medaille in de wacht.
Op de wereldindoorkampioenschappen van 2012 in Istanboel werd hij gediskwalificeerd in de series van de 400 m. Samen met Renny Quow, Jareem Richards en Jarrin Solomon legde hij daarna op de 4 × 400 m estafette beslag op de bronzen medaille in de nationale recordtijd van 3.06,85.
Tijdens de Olympische Spelen in Londen later dat jaar veroverde Gordon de bronzen medaille op de 400 m. Een tweede olympische bronzen plak was er voor hem weggelegd op de 4 × 400 m estafette, samen met Jarrin Solomon, Ade Alleyne-Forte en Deon Lendore. En opnieuw was de tijd van het viertal van Trinidad en Tobago, 2.59,40 ditmaal, een nationaal record.
In 2013 was Gordon deelnemer aan de wereldkampioenschappen van Moskou. Hij deed mij aan de 200 m, waar hij als laatstgeplaatste de halve finales bereikte. In zijn halve finale eindigde hij als achtste in 21,09 s. Hij was ook lid van het 4 × 400 m estafetteteam, dat uiteindelijk zesde werd in de finale.
Bij de Gemenebestspelen 2014 in Glasgow won hij een bronzen medaille op zowel de 400 meter individueel als de 4 × 400 m estafette. Een jaar later kwam hij ook op beide onderdelen uit bij de Wereldkampioenschappen in Peking. Individueel sneuvelde hij in de halve finale met een tijd van 44,70 s. Op de 4 × 400 m estafette nam hij deel met zijn teamgenoten Renny Quow, Deon Lendore en Machel Cedenio. Ze verbeterde het nationale record tot 2.58,20. De wedstrijd werd gewonnen door de Amerikaanse estafetteploeg die in 2.57,82 over de finish kwam.

## Titels
- Wereldkampioen 4 × 400 m - 2017

## Persoonlijke records
Outdoor
| Afstand | Prestatie | Datum           | Plaats        |
| ------- | --------- | --------------- | ------------- |
| 200 m   | 20,26     | 23 juni 2013    | Port of Spain |
| 300 m   | 32,71     | 10 juli 2013    | Luik          |
| 400 m   | 44,52     | 6 augustus 2012 | Londen        |

Indoor
| Afstand | Prestatie | Datum            | Plaats   |
| ------- | --------- | ---------------- | -------- |
| 200 m   | 20,58     | 28 januari 2012  | Boston   |
| 300 m   | 32,47     | 15 februari 2014 | New York |
| 400 m   | 45,17     | 8 februari 2014  | Boston   |

## Palmares

### 200 m
- 2013:  Centraal-Amerikaanse en Caribische kamp. - 20,28 s
- 2013: 8e in ½ fin. WK - 21,14 s

### 400 m
- 2010: ½ fin. Gemenebestspelen - 46,33
- 2011: DNF Centraal-Amerikaanse en Caribische kamp.
- 2012: DSQ WK indoor
- 2012:  OS - 44,52 s
- 2014: 5e WK indoor - 46,39 s
- 2014:  Gemenebestspelen - 44,78 s
- 2015: 4e in ½ fin. WK - 44,70 s
- 2016: 8e in ½ fin. OS - 45,13 s

### 4 × 400 m
- 2010:  Centraal-Amerikaanse en Caribische Spelen - 3.04,07 s
- 2011:  Centraal-Amerikaanse en Caribische kamp. - 3.01,65 s
- 2012:  WK indoor - 3.06,85 (NR)
- 2012:  OS - 2.59,40 s (NR)
- 2013: 6e WK - 3.01,74
- 2014:  Gemenebestspelen - 3.01,51
- 2015:  WK - 2.58,20 (NR)
- 2016:  WK indoor - 3.05,51
- 2016: DSQ in serie OS
- 2017:  WK - 2.58,12 (NR)

1983: Lovasjov, Troshchilo, Tsjernetski, Markin ·
1987: Everett, Haley, McKay, Reynolds ·
1991: Black, Redmond, Regis, Akabusi ·
1993: Valmon, Watts, Reynolds, Johnson ·
1995: Ramsey, Mills, Reynolds, Johnson ·
1997: Thomas, Black, Baulch, Richardson, Hylton ·
1999: Czubak, Maćkowiak, Bocian, Haczek ·
2001: Moncur, Brown, McIntosh, Munnings ·
2003: Djhone, Keïta, Diagana, Raquil ·
2005: Rock, Brew, Williamson, Wariner ·
2007: Merritt, Taylor, Williamson, Wariner ·
2009: Taylor, Wariner, Clement, Merritt ·
2011: Nixon, Jackson, Taylor, Merritt ·
2013: Verburg, McQuay, Hall, Merritt ·
2015: Verburg, McQuay, Nellum, Merritt ·
2017: Solomon, Richards, Cedenio, Gordon ·
2019: Kerley, Cherry, London, Benjamin ·
2022: Godwin, Norman, Deadmon, Allison ·
2023: Hall, Norwood, Robinson, Benjamin